# Korsakoff (musicienne)
Pour les articles homonymes, voir Korsakoff et ENG.
Korsakoff, de son vrai nom Lindsay van der Eng (née le 25 juillet 1983), est une productrice et disc jockey néerlandaise de mainstream hardcore. Elle est l'une des productrices les plus reconnues de la scène hardcore mixant dans les soirées les plus prestigieuses, en particulier Masters of Hardcore. La plupart de ses titres et albums ont atteint les classements internationaux.

## Biographie
Lindsay van der Eng est née le 25 juillet 1983 dans un petit village à Akersloot, Amsterdam, aux Pays-Bas. Elle compose Separated World en 2001 ce qui impressionne le public général et l'industrie de la musique. Depuis ses titres Tamara et My Empty Bottle, Korsakoff obtient le statut de productrice la plus respectée aux Pays-Bas. Sa popularité s'accroit par conséquent avec les titres Unleash the Beast et Stardom qui deviennent des hits et atteignent la première place des classements musicaux pendant deux semaines. 
Elle gagne en audience hors des frontières néerlandaises dans des pays comme l'Espagne, le Royaume-Uni, l'Italie, la Suisse, la Belgique, la France et l'Allemagne. Elle commence devant 18 000 personnes au stade de Thialf le 18 septembre 2003, puis continue sa traversée en participant aux plus grandes soirées-événements comme Thunderdome le 4 décembre 2003 ou encore Masters of Hardcore en 2004. En 2005, elle participe à l'album 3XHARD3R, distribué par digidance, avec un mix hardcore. L'album présente les divers courants dérivés de la techno hardcore : un mix jumpstyle de DJ Ruthless et un mix hardstyle de The Prophet et un mix « powerrave » de Korsakoff,. Cette même année, elle est récompensée aux Dutch Release Dance Awards 2005. En 2008, elle mixe l'un des CD du triple album Bassleader 2008, compilation sortie en marge de l'événement Bassleader.
Son album Pink Noise commercialisé le 21 mai 2010 atteint la 83e place des classements musicaux néerlandais pendant une semaine ; l'album est également bien accueilli sur Partyflock avec une note de 80 sur 100 avec en verdict : « Le surprenant Pink Noise est un album très solide [...] avec de bonnes chansons et une variété raisonnables de styles. » Le 7 décembre 2012, c'est son album Stiletto qui atteint la 160e place dans les classements musicaux belges pendant une semaine, et il est également bien accueilli sur Partyflock avec une note de 73 sur 100. Elle participe aux festivals et événements de musique électronique un peu partout en Europe, comme au Festival Svojšice en Tchéquie en 2014. La même année, elle participe au double album Masters of Hardcore presents Masters in the Mix Volume I, dont elle mixe l'un des CD aux côtés de Nosferatu ; cet album est accueilli sur Partyflock par une note de 73 sur 100. Le 3 mars 2014, elle participe à une soirée appelée A Night with Bass-D, organisée avec Bass-D. L'année suivante, en 2015, elle participe au Summer Festival.

## Discographie

### Album studio
- 2012 : Stiletto

### Singles
- 2001 : Separated World
- 2002 : Tamara

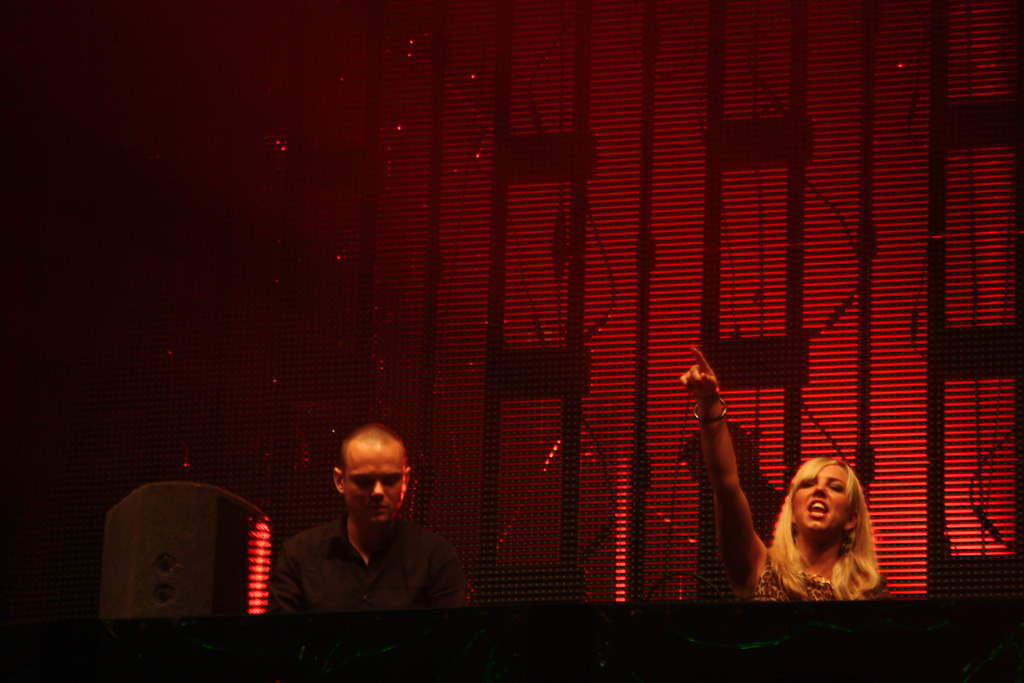
Korsakoff (à droite) et Outblast (à gauche) mixant à Syndicate 2010.

- 2003 : Catscan – Time 2B loud (Korsakoff Remix)
- 2003 : My Empty Bottle
- 2004 : Stardom (Hymne Thunderdome 2004[12])
- 2004 : Powerrave
- 2004 : Unleash the beast (avec DJ Outblast)
- 2005 : DJ D vs. The Viper – Loose Control (Korsakoff Remix)
- 2005 : -L=C2 (Trip Mix)
- 2005 : Audioholic
- 2005 : No Noctophobia
- 2005 : Pendeho (Simple Mix)
- 2005 : Alpha
- 2005 : Backfire
- 2005 : Still Wasted
- 2006 : Tokyodome Experience
- 2007 : Face to Face (avec DJ Outblast)
- 2007 : Never Surrender (avec DJ Outblast)
- 2008 : Unrivalled
- 2008 : Focus
- 2008 : Master Symphonie (avec DJ Outblast)
- 2009 : Daydream
- 2009 : Voices
- 2009 : Surround Me
- 2010 : Pink Noise
- 2014 : Lyra
- 2014 : 37,5%
- 2014 : Wasted World
- 2015 : Hurt (avec DaY-már)
- 2015 : One (avec Da Tekno Warriors)
- 2015 : Temptation (avec The Viper)
- 2015 : Skream (avec Re-Style)
- 2016 : Somnia
- 2016 : A New Dawn (avec Furyan)

### Hymnes
| Titre                 | Festival                                | Année | Commentaire         |
| --------------------- | --------------------------------------- | ----- | ------------------- |
| Unleash the Beast     | Masters of Hardcore                     | 2004  | avec Outblast       |
| Stardome              | Thunderdome                             | 2004  |                     |
| Hymn of Syndicate     | Syndicate                               | 2011  | avec Outblast       |
| The Torment of Triton | Masters of Hardcore                     | 2012  |                     |
| Freaks of Insanity    | Masters of Hardcore Switzerland Edition | 2013  | avec MC Tha Watcher |
|                       | Defqon.1 Black                          | 2014  |                     |
| Method of mutilations | Dominator                               | 2016  |                     |